# Рахотеп (жрець Ра)
Рахотеп (XXVI ст. до н. е.) — давньоєгипетський діяч, верховний жрець Ра.

## Життєпис
Походив з IV династії. Більшість дослідників вважає його сином фараона Снофру, проте деякі розглядають Рахотепа як сина фараоні Гуні з III династії.
Обіймав посаду верховного жерця Ра в Геліополісі. Водночас мав почесний титул «Великого Пророка (жерця)». Окрім того, був призначений Головою експедицій, що вирушали до каменярень задля видобутку цінного каміння чи металів. Іншою світською посадою була начальник усіх робіт — відповідав за зведення палаців, фортець, прокладання шляхів.
Поховано в мастабі 6 в Мейдумі.

## Родина
Дружина — Нофрет.
Діти:
- Джеді
- Іту
- Неферкау
- Меререт
- Сетхтет
- Неджеміб